# هان کی وونگ
هان کی وونگ (انگلیسی: Han Ki-woong؛ زادهٔ ۳۰ دسامبر ۱۹۸۷) بازیگر اهل کره جنوبی است. وی از سال ۲۰۱۲ میلادی تاکنون مشغول فعالیت بوده‌است.